# Jasmine Richards
Jasmine Denise Richards (Scarborough, Ontario, 28 juni 1990) is een Canadese actrice. Ze speelt onder meer Margaret 'Peggy' Dupree in Camp Rock.

## Carrière
Richards maakte haar debuut als Shakira in de Timeblazers tv-serie. Haar eerste grote rol was als Alice Hope, de hoofdpersoon, van de film Devotion (2005). Ze speelde Margaret Browning-Levesque in de Canadese televisieserie Naturally, Sadie van 2005 tot 2007. Ze verscheen in verschillende reclames voor Disney Channels Express Yourself.
Richards verscheen in 2007 in de televisieserie Da Kink in My Hair. In 2008 verscheen ze in de films Princess en Camp Rock. Tijdens het lied Here I'am werd 'haar' stem hierin nagesynchroniseerd door Renee Sands.

## Discografie

### Soundtrack albums
- 2008: Camp Rock